# Bundesleistungsgesetz
Das Bundesleistungsgesetz (BLG) ist ein deutsches Gesetz aus dem Jahr 1956, das der Beschaffung von Naturalleistungen für die Bundeswehr im Verteidigungsfall dient (§ 1 Abs. 1 Nr. 1 und 2 BLG). Soweit die Leistungen zur beschleunigten Herstellung der Verteidigungsbereitschaft der Bundesrepublik notwendig sind (§ 1 Abs. 2 BLG), gehen sie auf die historischen Friedensleistungen der Zivilbevölkerung für das Militär zurück.
Daneben erfüllt das BLG die Verpflichtungen des Bundes aus zwischenstaatlichen Verträgen über die Stationierung und die Rechtsstellung von Streitkräften der Vereinigten Staaten von Amerika, des Vereinigten Königreichs von Großbritannien und Nordirland und der Französischen Republik, den sich im Bundesgebiet ergebenden Bedarf insoweit sicherzustellen, als dies für die Erfüllung ihrer Verteidigungsaufgabe erforderlich ist (§ 1 Abs. 1 Nr. 3 BLG). Diese Verpflichtungen gründen im Deutschlandvertrag, dem Aufenthaltsvertrag, dem Bonner Truppenvertrag vom 26. Mai 1952  und dem NATO-Truppenstatut.
Mit Inkrafttreten des BLG wurde das Gesetz über die Sachleistungen für Reichsaufgaben (Reichsleistungsgesetz) vom 1. September 1939 aufgehoben. Dieses war mit Beginn des Zweiten Weltkriegs an die Stelle des Gesetzes über Leistungen für Wehrzwecke (Wehrleistungsgesetz) vom 13. Juli 1938  getreten.

## Bedeutung
Das Bundesleistungsgesetz dient zusammen mit dem Schutzbereichgesetz und dem Landbeschaffungsgesetz der Versorgung der Streitkräfte mit Gütern und Leistungen im Verteidigungsfall im Rahmen des Prinzips der Gesamtverteidigung.

## Inhalt
Das Bundesleistungsgesetz ermöglicht es in § 2 Abs. 1 Nr. 1–10 BLG, eine Vielzahl von beweglichen Sachen, Funkanlagen, Fernsprech- und Fernschreibteilnehmereinrichtungen, aber auch Werkleistungen von natürlichen und juristischen Personen sowie Personenvereinigungen, außerdem Verkehrsleistungen von Eigentümern oder Besitzern von Verkehrsmitteln anzufordern. Voraussetzung ist, dass der Bedarf auf andere Weise nicht oder nicht rechtzeitig oder nur mit unverhältnismäßigen Mitteln gedeckt werden kann (§ 3 Abs. 1 Satz 1 BLG). Wenn wirtschaftliche Unternehmen leistungspflichtig werden, sind sachverständige Stellen der gewerblichen Wirtschaft (Industrie- und Handelskammern und Handwerkskammern) an dem Verfahren der Erteilung von Leistungsbescheiden zu beteiligen (§ 3 Abs. 3 Satz 3 BLG).
Die Regelung ist wesentlich konkreter als § 3a des Reichsleistungsgesetzes, dem jede Begrenzung hinsichtlich des Leistungsgegenstands fehlte.
Die zuständigen Anforderungsbehörden werden aufgrund der Ermächtigung in § 5 Abs. 1 BLG in einer Rechtsverordnung bestimmt. Diese fordern die Leistungen in der Regel auf Antrag von Bedarfsträgern an, die die Leistung empfangen (§ 7 Abs. 1, § 8 Abs. 1 HS 1, §§ 35 ff. BLG). Allgemeine Anforderungsbehören sind danach die Behörden der allgemeinen Verwaltung auf der Kreisstufe (Landratsämter bzw. Kreisverwaltung), Leistungsempfänger vor allem Bund, Länder und Gemeinden. Anders als im Reichsleistungsgesetz, nach dem die Wehrmacht die Leistungen selbst anforderte, sind Anforderungsbehörde und Leistungsempfänger im BLG nicht identisch. Die Leistungen werden vielmehr durch Behörden der zivilen Verwaltung angefordert und empfangen. Leistungsempfänger in den Fällen des § 1 Abs. 1 Nr. 3 ist der auswärtige Staat, für dessen Streitkräfte die Leistung angefordert wird. Im Verteidigungs- oder Bündnisfall sind die Behörden der Bundeswehrverwaltung etwa für die Anforderung von Waffen und sonstigen Ausrüstungsgegenständen und Unterkunftsgeräten für Truppen zuständig (§ 5 Abs. 2 BLG).
Das Eigentum an einer Sache wird durch die Anforderung grundsätzlich nicht aufgehoben. In Zweifelsfällen wird gem. § 11, § 13 BLG bei nichtverbrauchbaren Sachen angenommen, dass nur eine Überlassung zum Gebrauch, zum Mitgebrauch oder zur sonstigen Nutzung verlangt wurde, während die Vermutung bei verbrauchbaren Sachen dahin geht, dass durch die Anforderung die Sache enteignet werden sollte.
Für die Anforderung wird durch die Anforderungsbehörden eine Entschädigung oder Ersatzleistung (Abgeltung) gezahlt (§ 20, § 26, §§ 49 ff. BLG). Da es sich immer um Schäden handelt, die durch einen rechtmäßigen Eingriff der Hoheitsgewalt entstehen, wäre der Ausdruck „Schadensersatz“ unzutreffend. Für Körper- und Gesundheitsschäden gelten die §§ 843 bis 846 des Bürgerlichen Gesetzbuchs sinngemäß (§ 28 Abs. 2 BLG).
Gegen den behördlichen Festsetzungsbescheid ist Klage beim zuständigen Landgericht zulässig (§ 58 BLG).

## Rechtspolitik
Ob der Bedarf der modernen Streitkräfte des 21. Jahrhunderts durch Zugriff auf die Sicherstellungs- und Vorsorgegesetze, darunter das Bundesleistungsgesetz, noch gedeckt werden kann, analysiert seit Oktober 2020 ein Projektteam an der Führungsakademie der Bundeswehr.

## Trivia
Das Sonn- und Feiertagsfahrverbot gilt nicht für Fahrten mit Fahrzeugen, die nach dem Bundesleistungsgesetz herangezogen werden. Dabei ist der Leistungsbescheid mitzuführen und auf Verlangen zuständigen Personen zur Prüfung auszuhändigen (§ 30 Abs. 3 Nr. 7 StVO).